# Georges le petit curieux
Pour plus de détails, voir Fiche technique et Distribution.
Georges le petit curieux (Curious George) est un long métrage d'animation américain de Matthew O'Callaghan sorti en France en 2006.
Le film s'inspire d'un classique de la littérature enfantine de H. A. Rey (en) et Margret Rey.

## Synopsis
Parti en Afrique à la recherche d'un trésor archéologique destiné au musée pour lequel il travaille, un guide rencontre un petit singe fouineur et intelligent. Il se prend d'affection pour lui et le nomme George(s) en hommage à George Washington. L'animal est bien décidé à le suivre lorsqu'il rentre à New York.

## Fiche technique
- Titre : Georges le petit curieux
- Titre original : Curious George
- Réalisation : Matthew O'Callaghan
- Scénario : Ken Kaufman et Mike Werb d'après les livres de Margret Rey et H.A. Rey
- Musique : Heitor Pereira
- Montage : Julie Rogers
- Production : Ron Howard, David Kirschner et Jon Shapiro
- Société de production : Imagine Entertainment, Universal Animation Studios et Martin Movie Productions
- Société de distribution : United International Pictures (France) et Universal Pictures (États-Unis)
- Pays :  États-Unis et  Allemagne
- Genre : Animation, aventure et comédie
- Durée : 87 minutes
- Dates de sortie : 
  -  États-Unis : 10 février 2006
  -  France : 2 août 2006

## Distribution

### Voix originales
- Frank Welker : George
- Will Ferrell : Ted
- Eugene Levy : Clovis
- Dick Van Dyke : M. Bloomsberry
- Drew Barrymore : Maggie
- David Cross : Junior
- Ed O'Ross : Ivan
- Joan Plowright : Mme Plushbottom
- Kath Soucie : Réceptionniste du contrôle animalier
- Jack Angel : I'éléphant
- Bob Bergen : Marin
- Paul Eiding : Marin #2
- Bill Farmer : Marin #3

### Voix françaises
- Xavier Fagnon : Ted
- Jean-Loup Horwitz : Clovis
- Henri Guybet : M. Bloomsberry
- Sybille Tureau : Maggie
- Thierry Monfray : Junior
- Jérémy Prévost : Ivan
- Frédéric Popovic : Marin
- Jean-Philippe Puymartin : Marin #2
- Christophe Lemoine : Marin #3

### Voix québécoises[1]
- François Godin : Ted
- Guy Nadon : Clovis
- Hubert Gagnon : M. Bloomsberry
- Nadia Paradis : Maggie
- Patrice Dubois : Junior
- Manuel Tadros : Ivan
- Élise Bertrand : Mme Plushbottom
- Jacques Lavallée : Steve-o le Manager
- Joel Legendre : Nigel le Vendeur et Marin
- Mario Desmarais : Edu
- Gilbert Lachance : Marin #2
- Éric Gaudry : Marin #3

## Autour du film
Un jeu vidéo GBA adapté du film, Georges le petit curieux est sorti le 30 novembre 2006.
Une série, Georges le petit singe, est diffusée la même année.